# Мечеть Ферхата-паши
Мечеть Ферхата-паши (босн. Ferhat-pašina džamija) — мечеть в Сараево, Босния и Герцеговина.

## История
Мечеть построена боснийским санджак-беем Ферхатом-бегом Вуковичем, потомком знаменитой средневековой семьи Косачи. Мечеть имеет один купол над молитвенной зоной и ещё три небольших купола. Является одним из величайших достижений османской и исламской архитектуры XVI века в Боснии и Герцеговине. Мечеть представляет собой классический османский стиль — купол, портик с небольшими куполами и пристроенный минарет.
Исследования росписи внутри мечети, проведённые в 1964—1965 годах, выявили пять слоев росписи, датируемых разными периодами. Самые старые и ценные декорации первого слоя датируются XVI веком (в куполе, на карнизе, в основании угловых куполов, михрабе и люнетах нижнего ряда окон), известные как орнамент Руми, который также можно было увидеть в мечети Аладжа в Фоче. Следующие слои (на куполах, в центральной части михраба и на поверхности купола) состоят из цветочных украшений с чертами стиля XVIII века. Третий и четвертый слои датируются концом XIX века (1878) и первой четвертью XX века.
Мечеть получила повреждения во время Боснийской войны в 1992—1995 годах.